# Сахаїт
Сахаїт (рос. сахаит; англ. sakhaite; нім. Sakhait m) — мінерал, водний карбонатоборат кальцію і магнію. Від якутського слова «Сахаї» — «Сибір» (І. В. Островська та інш., 1966).

## Загальний опис
Хімічна формула:
- 1. За Є. Лазаренком: Ca12Mg4[Cl(OH)2(CO3)4|(BO3)7] ∙H2O.
- 2. За «Fleischer's Glossary» (2004): Ca3Mg(BO3)2[CO3]•(H2O).

Склад у % (з зони контакту ґранітоїду з доломітом, Сибір): CaO — 50,18; MgO — 12,54; CO2 — 14,33; B2O3 — 17,65; Cl — 2,63; H2O+ — 2,75. Домішки: FeO (0,31); SiO2 (0,25); Al2O3 (0,24). Сингонія кубічна. Гексоктаедричний вид. Форми виділення: щільні дрібнозернисті виділення, зернисті аґреґати, рідше дрібні кристали октаедричного обрису. Утворює лінзи. Густина 2,78 — 2,83. Тв. 5. Безбарвний, білий до сірувато-білого. Блиск скляний. Супутні мінерали: котоїт, людві-ґіт, ашарит, ольшанськіт, коржинськіт.

## Розповсюдження
Знайдений у Сибіру як породотвірний мінерал (до 80 % об'єму породи) котоїтових скарнів і у Тітовському родов. (респ. Саха, РФ).